# Lattainville
Lattainville est une commune française située dans le département de l'Oise en région Hauts-de-France.

## Géographie

### Localisation

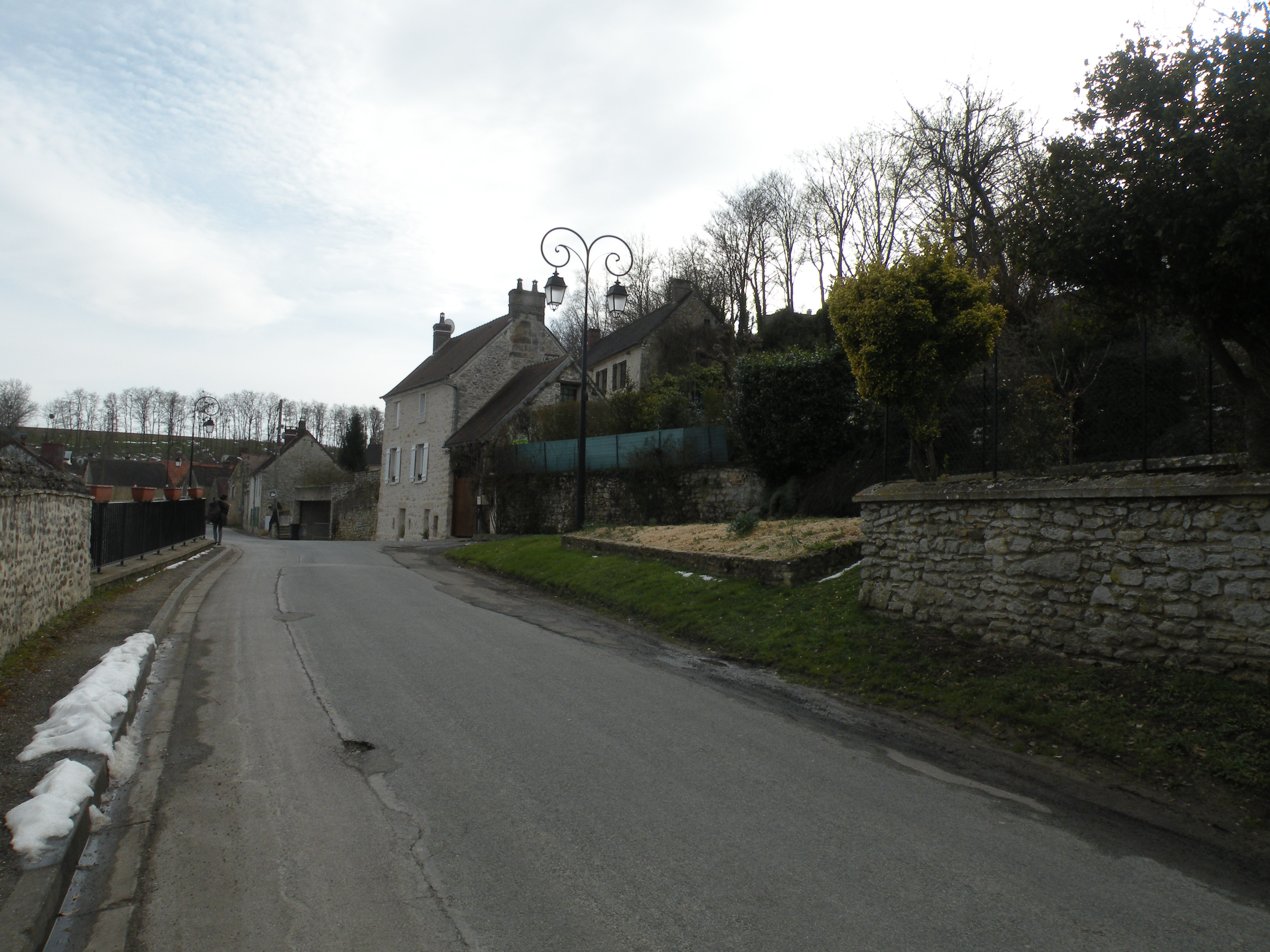
La rue de la mairie.

La commune est située dans le sud de l'Oise, limitrophe du département de l'Eure et de la ville de Gisors, à 29 km à vol d'oiseau au sud-ouest de Beauvais, 23 km à l'ouest de Méru, 30 km au nord-ouest de Pontoise, 10 km au nord de Magny-en-Vexin, 57 km au sud-est de Rouen et 27 km au sud de Gournay-en-Bray.
La commune se trouve dans l'aire d'attraction de Paris, dans la zone d'emploi de Beauvais et dans le bassin de vie de Gisors

### Communes limitrophes
Les communes limitrophes sont  Boury-en-Vexin, Chambors, Delincourt, Gisors et Montjavoult.
| Gisors Eure    | Chambors     |            |
| Boury-en-Vexin | Lattainville | Delincourt |
| Montjavoult    |              |            |

### Géologie et relief
La superficie de la commune est de 3,44 km2 ; son altitude varie de 66  à   142 mètres.
Le village est situé sur a pente descendant du plateau du Vexin, sur la cuesta d’Île-de-France et qui va jusqu'au ruisseau du Réveillon.
En 1859, Jean-Baptiste Frion indiquait « son territoire, dont le périmètre affecte une figure triangulaire ayant l'un des côtés au nord, s'étend dans une plaine, au sud-ouest, que traverse la route impériale no 15, de Paris à Dieppe, sur laquelle est un écart de deux maisons nommé la Savane
Le chef-lieu presque à la limite orientale, se compose d'une seule rue dans la direction du nord au sud et de deux ruelles ».

### Hydrographie

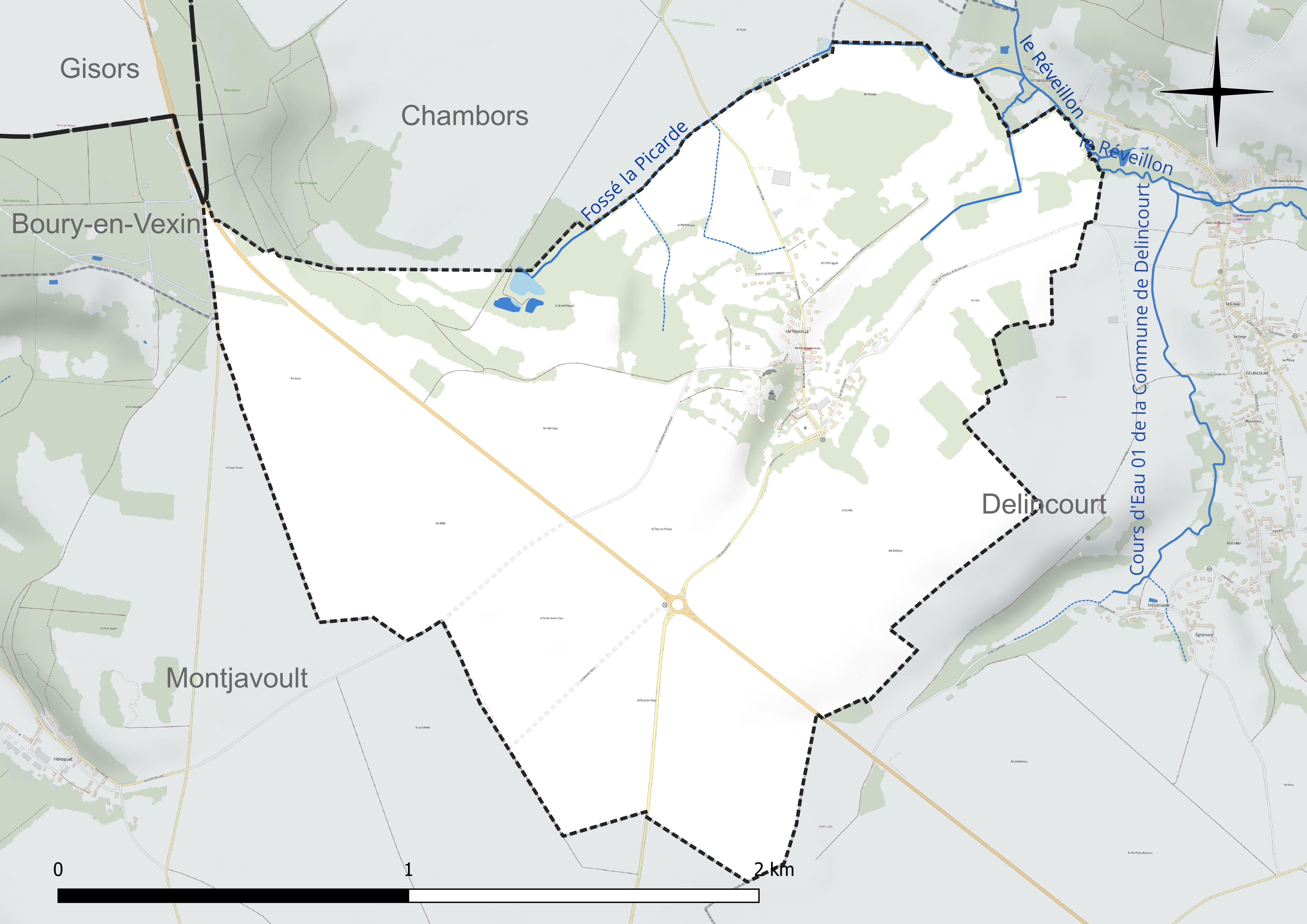
Réseau hydrographique de Lattainville.

La commune est située dans le bassin Seine-Normandie.
Elle est drainée par le Reveillon,.
Le Réveillon, d'une longueur de 11 km, prend sa source dans la commune de Boubiers et se jette  dans l'Epte à Gisors, après avoir traversé six communes.

### Climat
Pour des articles plus généraux, voir Climat des Hauts-de-France et Climat de l'Oise.
En 2010, le climat de la commune est de type climat océanique dégradé des plaines du Centre et du Nord, selon une étude du CNRS s'appuyant sur une série de données couvrant la période 1971-2000. En 2020, Météo-France publie une typologie des climats de la France métropolitaine dans laquelle la commune est exposée à un climat océanique et est dans la région climatique Sud-ouest du bassin Parisien, caractérisée par une faible pluviométrie, notamment au printemps (120 à 150 mm) et un hiver froid (3,5 °C).
Pour la période 1971-2000, la température annuelle moyenne est de 10,6 °C, avec une amplitude thermique annuelle de 14,5 °C. Le cumul annuel moyen de précipitations est de 726 mm, avec 11,2 jours de précipitations en janvier et 8 jours en juillet. Pour la période 1991-2020, la température moyenne annuelle observée sur la station météorologique la plus proche, située sur la commune de Jaméricourt à 8 km à vol d'oiseau, est de 11,0 °C et le cumul annuel moyen de précipitations est de 695,7 mm,. Pour l'avenir, les paramètres climatiques de la commune estimés pour 2050 selon différents scénarios d'émission de gaz à effet de serre sont consultables sur un site dédié publié par Météo-France en novembre 2022.

## Urbanisme

### Typologie
Au 1er janvier 2024, Lattainville est catégorisée commune rurale à habitat dispersé, selon la nouvelle grille communale de densité à sept niveaux définie par l'Insee en 2022.
Elle est située hors unité urbaine. Par ailleurs la commune fait partie de l'aire d'attraction de Paris, dont elle est une commune de la couronne,.

### Occupation des sols

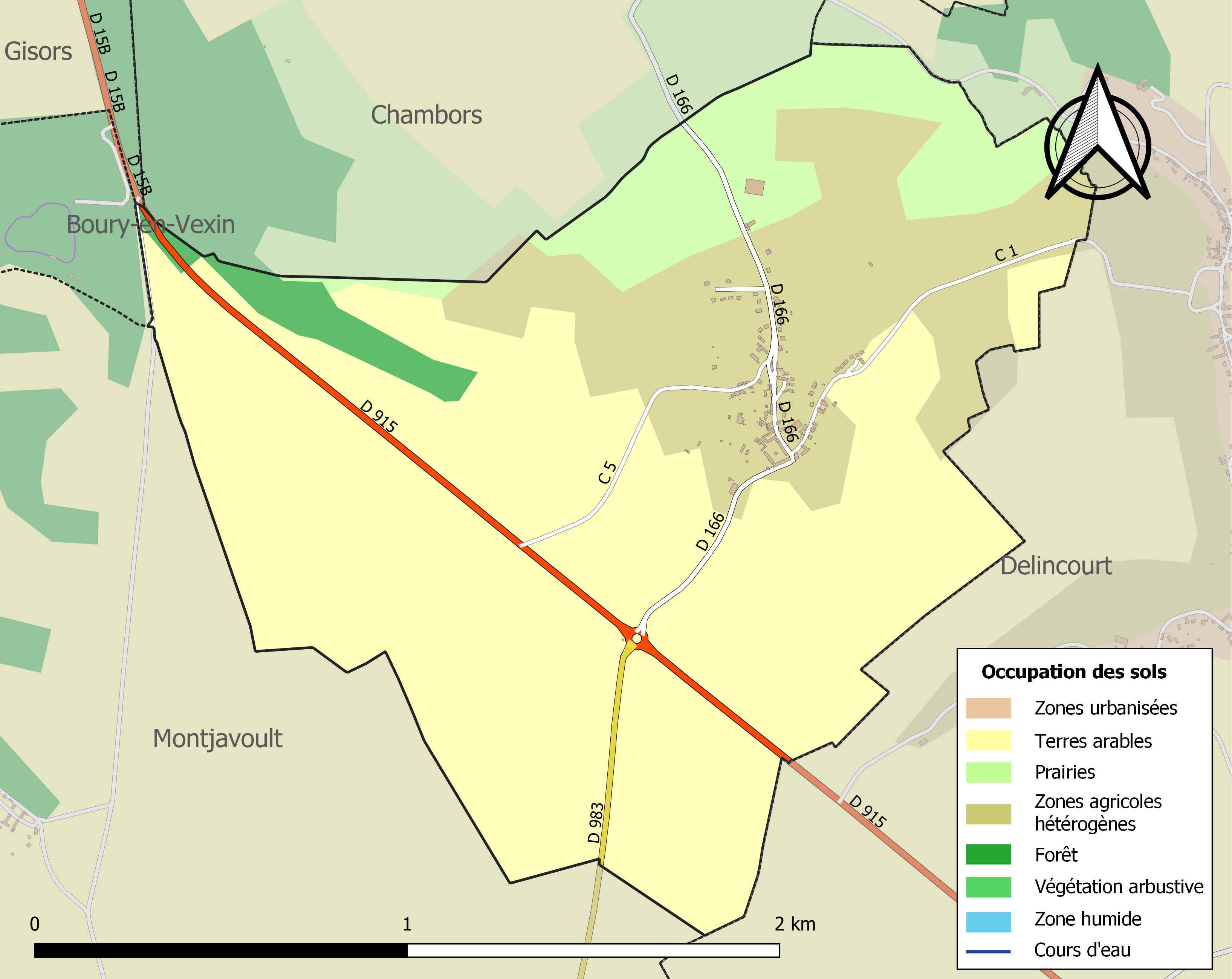
Carte des infrastructures et de l'occupation des sols de la commune en 2018 (CLC).

L'occupation des sols de la commune, telle qu'elle ressort de la base de données européenne d'occupation biophysique des sols Corine Land Cover (CLC), est marquée par l'importance des territoires agricoles (97,7 % en 2018), une proportion identique à celle de 1990 (97,7 %).
La répartition détaillée en 2018 est la suivante : terres arables (63,9 %), zones agricoles hétérogènes (22,5 %), prairies (11,3 %), forêts (2,3 %).
L'évolution de l'occupation des sols de la commune et de ses infrastructures peut être observée sur les différentes représentations cartographiques du territoire : la carte de Cassini (XVIIIe siècle), la carte d'état-major (1820-1866) et les cartes ou photos aériennes de l'IGN pour la période actuelle (1950 à aujourd'hui).

### Habitat et logement
En 2021, le nombre total de logements dans la commune était de 71, alors qu'il était de 69 en 2016 et de 68 en 2011.
Parmi ces logements, 90,1 % étaient des résidences principales, 5,6 % des résidences secondaires et 4,2 % des logements vacants. Ces logements étaient pour 95,8 % d'entre eux des maisons individuelles et pour 4,2 % des appartements.
Le tableau ci-dessous présente la typologie des logements à Lattainville en 2021 en comparaison avec celle de l'Oise et de la France entière. Une caractéristique marquante du parc de logements est ainsi une proportion de résidences secondaires et logements occasionnels (5,6 %) supérieure à celle du département (2,4 %) mais inférieure à celle de la France entière (9,7 %).
| Typologie                                               | Lattainville | Oise | France entière |
| ------------------------------------------------------- | ------------ | ---- | -------------- |
| Résidences principales (en %)                           | 90,1         | 90,5 | 82,2           |
| Résidences secondaires et logements occasionnels (en %) | 5,6          | 2,4  | 9,7            |
| Logements vacants (en %)                                | 4,2          | 7    | 8,1            |

### Voies de communication et transports
Lattainville est desservie par l'ancienne route nationale 15 (actuelle RD 915) qui lui donne un accès aisé à Gisors et à Pontoise.
La commune est desservie, en 2023, par les lignes 608, 6106 et 6136 du réseau interurbain de l'Oise.

## Toponymie
Le nom de la localité est mentionné sous la forme Walen villa en 1190, du nom germanique Wollo et du latin villa (domaine).

## Histoire

### Antiquité
Les restes d’une villa gallo-romaine et d’un vicus de l’époque gallo-romaine ont découverts dans le territoire communal

### Moyen Âge
Lattainville est située à la limite entre le vexin français et la Normandie, et donc au cœur des conflits franco-normands puis franco-anglais médiévaux. Un château-fort est attesté au XIIIe siècle, protégeant Gisors des Anglais et partiellement détruite durant la Guerre de Cent Ans. Son avant-cour existe jusqu'à la Révolution française et deux de ses toursjusqu'en 1832,.
L’église de Lattainville, placée sous le vocable de saint Germain-l’Auxerrois, est donnée en 1210 à l’Abbaye Notre-Dame de Gomerfontaine

### Temps modernes
Durant les Guerres de religions, le village est incendié par les Ligueurs du duc Charles de Mayenne en 1590,.

### Révolution française et Empire
Lattainville, après avoir été confisqué de son propriétaire Jean-Baptiste de La Boissière en 1793, est vendu comme bien national.

### Époque contemporaine
La commune, instituée par la Révolution française, est réunie de 1826 à 1832 à Chambors.
En 1859, la commune est propriétaire d'une école, d'un lavoir et d'une fontaine. Sa population vit alors  de l'agriculture.

## Politique et administration

### Rattachements administratifs et électoraux

#### Rattachements administratifs
La commune se trouve dans l'arrondissement de Beauvais du département de l'Oise.
Elle faisait partie depuis 1801 du canton de Chaumont-en-Vexin. Dans le cadre du redécoupage cantonal de 2014 en France, cette circonscription administrative territoriale a disparu, et le canton n'est plus qu'une circonscription électorale.

#### Rattachements électoraux
Pour les élections départementales, la commune fait partie depuis 2014 d'un nouveau canton de Chaumont-en-Vexin porté de 37 à 73 communes.
Pour l'élection des députés, elle fait partie de la quatrième circonscription de l'Oise.

### Intercommunalité
Lattainville est membre de la communauté de communes du Pays du Coquelicot, un établissement public de coopération intercommunale (EPCI) à fiscalité propre créé en 2000 et auquel la commune a transféré un certain nombre de ses compétences, dans les conditions déterminées par le code général des collectivités territoriales.

### Liste des maires
| Période                                             | Période                        | Identité                | Étiquette       | Qualité                                                                  |
| --------------------------------------------------- | ------------------------------ | ----------------------- | --------------- | ------------------------------------------------------------------------ |
| Les données manquantes sont à compléter.            |                                |                         |                 |                                                                          |
| 1787                                                | 1791                           | M. Fortier              |                 | Curé puis maire A prêté serment de fidélité à la Révolution              |
| 1791                                                |                                | Robert Ménard           |                 |                                                                          |
| 1791                                                |                                | Jean-François Amette    |                 | Fermier receveur, propriétaire de 12 chevaux en 1794                     |
| 1793                                                |                                | M. Ducroc               | Révolutionnaire |                                                                          |
| vers 1821                                           | 1826                           | Emmanuel Gilles         |                 |                                                                          |
| 1826                                                | 1827                           | Jean-Baptiste Crèvecœur |                 |                                                                          |
| Lattainville est rattaché à Chambors de 1827 à 1833 |                                |                         |                 |                                                                          |
| 1833                                                | 1848                           | Jean-Baptiste Crèvecœur |                 |                                                                          |
| 1848                                                | 1852                           | Charles Emmanuel Gilles |                 |                                                                          |
| 1853                                                | 1864                           | Antoine Fessart         |                 |                                                                          |
|                                                     |                                |                         |                 |                                                                          |
| 1871                                                | 1877                           | François Renier         |                 |                                                                          |
| 1877                                                | 1881                           | Onésime Lemaitre        |                 |                                                                          |
| 1884                                                | 1912                           | Désiré Hénon            |                 | Constructeur du château                                                  |
| 1912                                                | 1960                           | Léonard Lemaitre        |                 | Chevalier de la Légion d'honneur                                         |
| 1960                                                | 1982                           | Daniel Memaitre         |                 |                                                                          |
| 1982                                                | 2001                           | Jean-Pierre Gorsse      |                 |                                                                          |
| mars 2001                                           | 2014                           | Martine Gatellier       |                 | chef de file attachée commerciale                                        |
| 2014                                                | En cours (au 30 novembre 2023) | Samuel Levallois        |                 | Ingénieur ou cadre technique d'entreprise Réélu pour le mandat 2020-2026 |

## Équipements et services publics

### Enseignement
Les enfants de la commune sont scolarisés avec ceux de Chambors, Delincourt et Reilly dans lme cadre d'un regroupement pédagogique intercommunal (RPI) doté d'une cantine et d'un accueil périscolaire.

## Population et société

### Démographie

#### Évolution démographique
L'évolution du nombre d'habitants est connue à travers les recensements de la population effectués dans la commune depuis 1793. Pour les communes de moins de 10 000 habitants, une enquête de recensement portant sur toute la population est réalisée tous les cinq ans, les populations de référence des années intermédiaires étant quant à elles estimées par interpolation ou extrapolation. Pour la commune, le premier recensement exhaustif entrant dans le cadre du nouveau dispositif a été réalisé en 2005.

En 2022, la commune comptait 174 habitants, en évolution de +15,23 % par rapport à 2016 (Oise : +0,87 %, France hors Mayotte : +2,11 %).
| 1793 | 1800 | 1806 | 1821 | 1836 | 1841 | 1846 | 1851 | 1856 |
| ---- | ---- | ---- | ---- | ---- | ---- | ---- | ---- | ---- |
| 88   | 96   | 96   | 114  | 154  | 149  | 151  | 130  | 131  |

| 1861 | 1866 | 1872 | 1876 | 1881 | 1886 | 1891 | 1896 | 1901 |
| ---- | ---- | ---- | ---- | ---- | ---- | ---- | ---- | ---- |
| 128  | 114  | 104  | 98   | 98   | 98   | 94   | 96   | 99   |

| 1906 | 1911 | 1921 | 1926 | 1931 | 1936 | 1946 | 1954 | 1962 |
| ---- | ---- | ---- | ---- | ---- | ---- | ---- | ---- | ---- |
| 120  | 91   | 78   | 77   | 74   | 75   | 93   | 100  | 105  |

| 1968 | 1975 | 1982 | 1990 | 1999 | 2005 | 2006 | 2010 | 2015 |
| ---- | ---- | ---- | ---- | ---- | ---- | ---- | ---- | ---- |
| 73   | 65   | 83   | 155  | 159  | 140  | 141  | 159  | 152  |

| 2020 | 2022 | - | - | - | - | - | - | - |
| ---- | ---- | - | - | - | - | - | - | - |
| 170  | 174  | - | - | - | - | - | - | - |

#### Pyramide des âges
La population de la commune est relativement jeune.
En 2018, le taux de personnes d'un âge inférieur à 30 ans s'élève à 36,5 %, soit en dessous de la moyenne départementale (37,3 %). À l'inverse, le taux de personnes d'âge supérieur à 60 ans est de 27,1 % la même année, alors qu'il est de 22,8 % au niveau départemental.
En 2018, la commune comptait 87 hommes pour 70 femmes, soit un taux de 55,41 % d'hommes, largement supérieur au taux départemental (48,89 %).
Les pyramides des âges de la commune et du département s'établissent comme suit.
| Hommes | Classe d’âge | Femmes |
| ------ | ------------ | ------ |
| 0,0    | 90 ou +      | 0,0    |
| 5,3    | 75-89 ans    | 3,9    |
| 23,4   | 60-74 ans    | 21,1   |
| 9,6    | 45-59 ans    | 22,4   |
| 22,3   | 30-44 ans    | 19,7   |
| 13,8   | 15-29 ans    | 15,8   |
| 25,5   | 0-14 ans     | 17,1   |

| Hommes | Classe d’âge | Femmes |
| ------ | ------------ | ------ |
| 0,5    | 90 ou +      | 1,4    |
| 5,5    | 75-89 ans    | 7,6    |
| 15,6   | 60-74 ans    | 16,3   |
| 20,8   | 45-59 ans    | 20     |
| 19,4   | 30-44 ans    | 19,4   |
| 17,6   | 15-29 ans    | 16,2   |
| 20,6   | 0-14 ans     | 19,1   |

## Culture locale et patrimoine

### Lieux et monuments
- La mairie est installée dans un bâtiment des années 1590, qui est le plans ancien de la commune[15].
- L'église Saint-Germain, difficilement datable mais dont une travée de la nef et le chœur semblent remonter à la fin du XIIe siècle. Le reste de la nef pourrait remonter au XVIe siècle.
 On peut noter deux statues de pierre du XVIIe siècle, une chaire de 1756 et deux autels secondaires du XIXe siècle[26].

- Le château est construit sous l'allure d'une ruine médiévale pour Madame Hénon, épouse d’un négociant parisien, par les frères Pauchot, qui installent dans la cour une imitation de dolmen.
Occupé durant la seconde Guerre mondiale par des officiers allemands, il est bombardé par les Alliés.
C'est aujourd'hui une propriété privée qui ne se visite pas[15].
- Monument aux morts

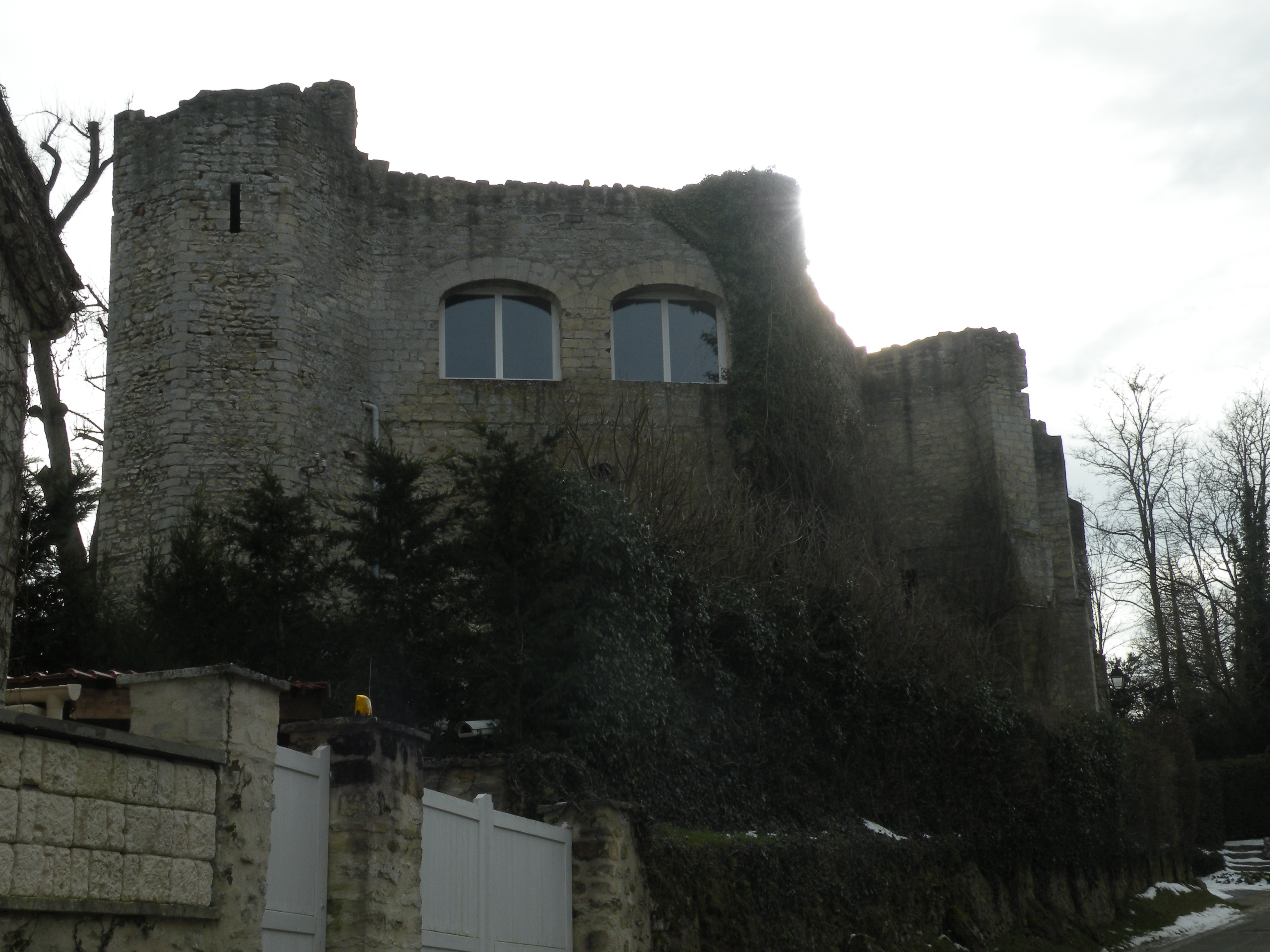
Le château.
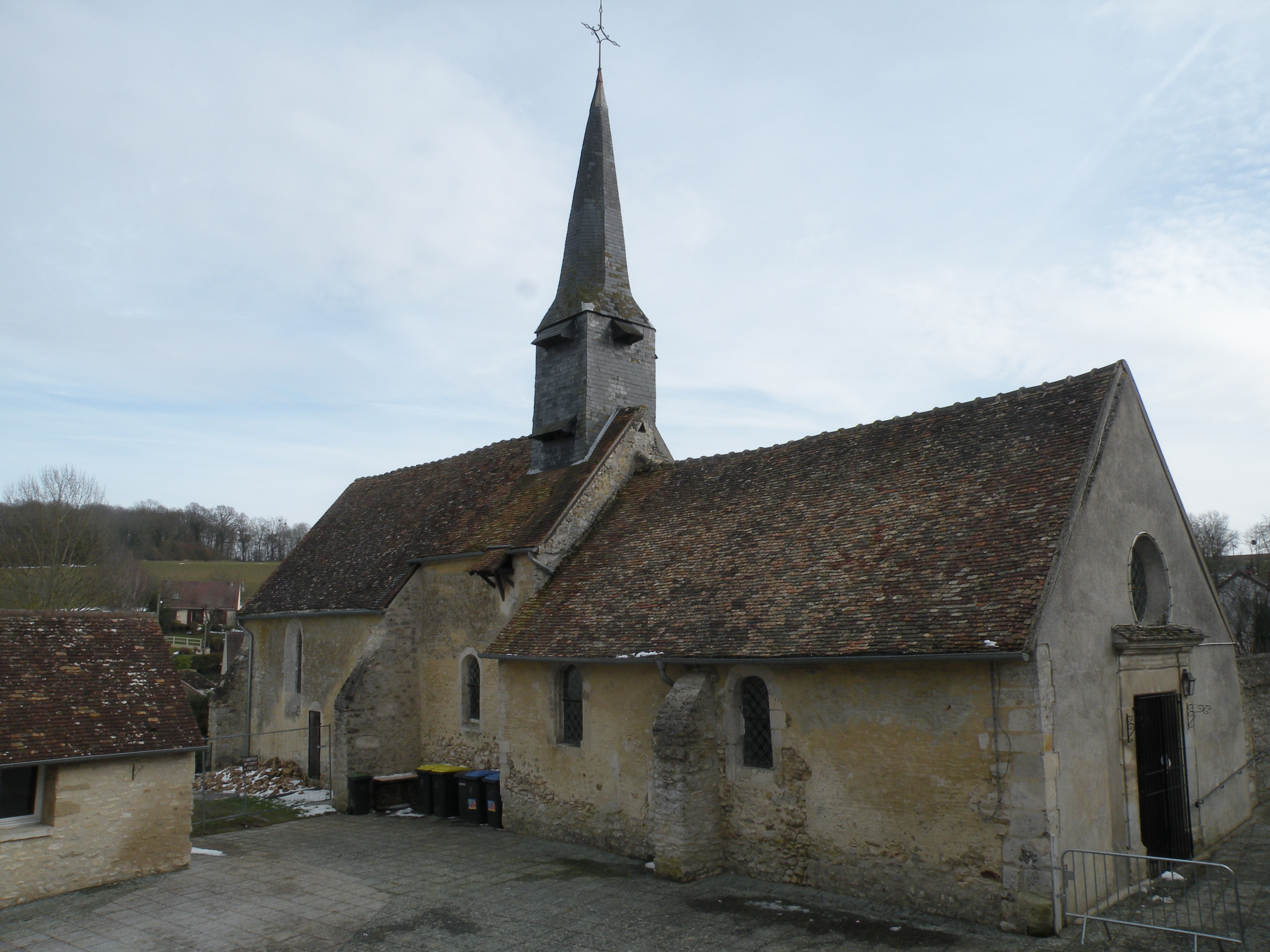
L'église de Lattainville.

### Héraldique
| Blason de Lattainville | Blason  | D'or au sautoir de gueules, à l'écusson d'azur à la crosse d'or acosté des lettres G et F capitales du même borchant en cœur sur le tout. |
| Blason de Lattainville | Détails | Le statut officiel du blason reste à déterminer.                                                                                          |

## Pour approfondir